# Хаос Авроры
Хаос Авроры (лат. Aurorae Chaos) — крупнейший из хаосов на Марсе. Он имеет длину 714 километров и достигает глубины 4.8 километра. Находится южнее экватора, вблизи Долины Маринер и каньонов Эос, Капри и Ганга. Считается, что раньше хаос был полностью под водой. Эта область изобилует деталями ландшафта, возникшими под действием мощных потоков воды. Также на рельефе Хаоса Авроры можно заметить высохшие русла рек, обрыв, демонстрирующий признаки оползней и обвалов. Был сделан снимок этой местности на Красной планете. Аппарат Mars Express сфотографировал фрагмент Хаоса Авроры 16 июля 2015 года.